# Pindus nationalpark
Pindus nationalpark är en nationalpark i Grekland. Den ligger i den nordvästra delen av landet, 300 km nordväst om huvudstaden Aten. Arean är 69 kvadratkilometer.